# Wimberger Anna
W. Wimberger Anna (1940 után írói álnéven Pozsonyi Anna; Sármellék, 1901. március 31. - Budapest, 1992. december 16.) költő, író, kritikus.

## Élete
Nagylégen nőtt fel, ahol édesapja vasúti állomásfőnök volt. 12 éves korától Pozsonyban tanult, ahol leérettségizett. Családja a csehszlovák államfordulat után megélhetést váltott és Pozsonyban telepedett le. Az 1930-as évek évek végén az Egyesült Magyar Párt alkalmazottja, illetve a Magyar Hírlap női rovatának vezetője lett.
A második világháború után 1945-ben a magyarüldözések és internálás elől Komáromba utazott és Magyarországra menekült. Ekkor az Áttelepítési Kormánybiztosság alkalmazottja lett. 1949-es megszűnéséig az Új Otthon című újság munkatársa. Később pénzügyi előadó volt. 1983-ban elgázolták.
1928-tól 1943-as haláláig férje Wildmoser Lajos pozsonyi mérnök volt.
Írásait főleg pozsonyi és vidéki csehszlovákiai magyar lapokban (Új Auróra, Híradó, Esti Újság, Felvidéki Magyar Hírlap), illetve a Magyar Minervában közölte. Több műve kéziratban maradt.

## Művei
- 1929 Versek
- 1939 Aranykert (regény)
- 1941 Útközben (versek)
- 1942 A háromszínű város (regény, kézirat - Toldy Kör első díjas, nyomdába küldés után a bombázások alatt elpusztult)
- 1944 Ének a hegyen (elbeszélés)